# Robbie Middleby
Robert Middleby (ur. 9 sierpnia 1975 w Newcastle) – australijski piłkarz występujący na pozycji pomocnika.

## Kariera klubowa
Middleby seniorską karierę rozpoczął w 1993 roku w zespole Newcastle Breakers z NSL. W 1994 roku trafił do drużyny Wollongong Wolves, także grającej w NSL. Spędził tam 2 lata. W 1996 roku przeszedł do niemieckiego drugoligowca, KFC Uerdingen 05. W 2. Bundeslidze zadebiutował 9 grudnia 1996 roku w przegranym 2:3 pojedynku z Herthą Berlin. W Uerdingen przez 3 lata rozegrał 27 spotkań.
W 1999 roku Middleby odszedł do nowozelandzkiego Football Kingz z australijskiej ligi NSL. W 2000 roku został graczem australijskiego Carlton SC, również występującego w NSL. Na początku 2001 roku ponownie trafił do Wollongong Wolves. W tym samym roku zdobył z nim mistrzostwo NSL oraz Klubowe mistrzostwo Oceanii.
Po tych sukcesach Middleby podpisał kontrakt z innym zespołem NSL, Newcastle UFC, którego barwy reprezentował przez kolejne 3 lata. W 2005 roku przeniósł się do Sydney FC z nowo utworzonej ligi A-League. Zadebiutował tam 2 września 2005 roku w wygranym 3:1 spotkaniu z New Zealand Knights, w którym strzelił także gola. W tym samym roku zdobył z zespołem Klubowe mistrzostwo Oceanii, a w 2006 roku mistrzostwo A-League.
W 2009 roku Middleby odszedł do North Queensland Fury, również grającego w A-League. W 2010 roku zakończył karierę.

## Kariera reprezentacyjna
W reprezentacji Australii Middleby zadebiutował 6 lipca 2002 roku w wygranym 2:0 meczu Pucharu Narodów Oceanii z Vanuatu. W drużynie narodowej rozegrał 5 spotkań, wszystkie podczas tamtego Pucharu Narodów Oceanii, zakończonego przez Australię na 2. miejscu.